# Ліжко

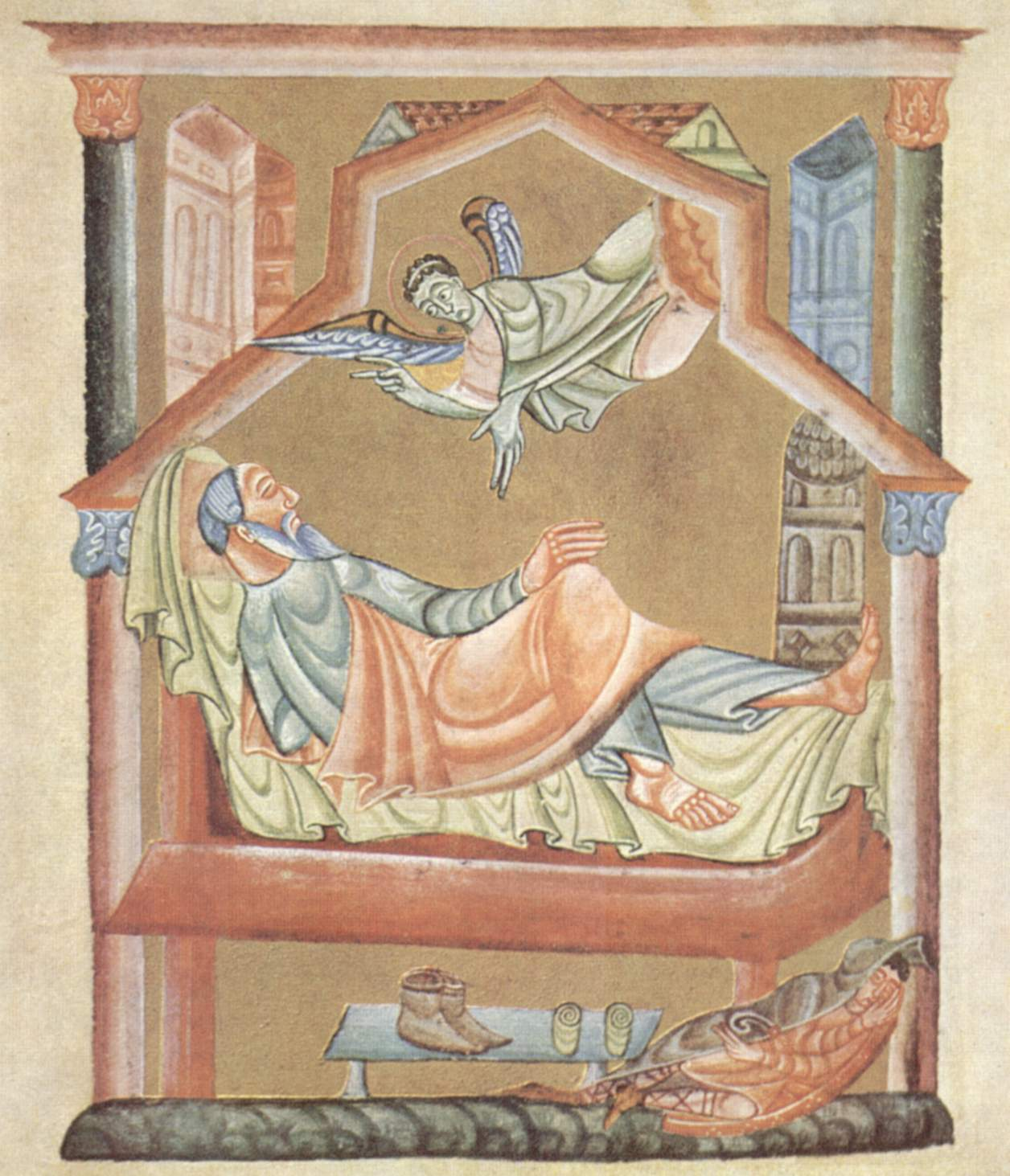
Сон Йосипа. Мініатюра до 1014 року. Державна бібліотека, Бамберг, Німеччина.

Лі́жко, заст. і уроч. ло́же, одр, одри́на — призначені для лежання меблі, на які кладуть матрац і постіль, взагалі місце для спання, постіль.

## Різновиди
- Гамак
- Диван
- Розкладачка
- Койка

## Історія європейського ліжка

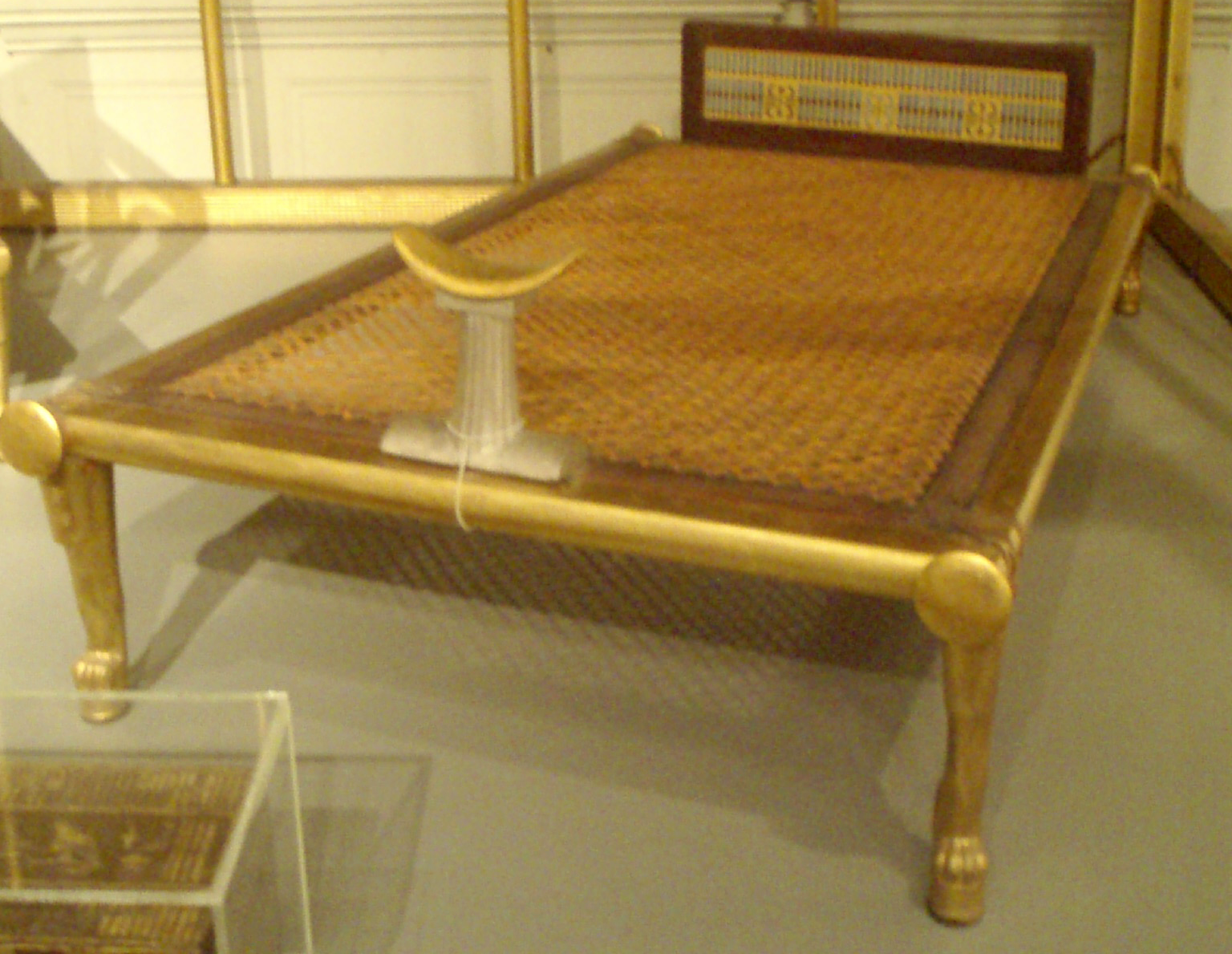
Реконструкція давньоєгипетського ліжка, що належало цариці Хетеферес, Бостонський музей образотворчих мистецтв

У доісторичні часи люди спали групами на землі. Готувалося місце, де настеляли траву, гілки, клали шкури. Ніч вважалася небезпечною добою. Тому велика кількість людей, хропіння, плач дітей відлякували нечисту силу. Поряд укладали собак, що зберігало тепло та підвищувало безпеку, бо тварини краще за людей відгукувалися на нічні шуми та непроханих гостей. Пізніше для сну відводили особливі будівлі, але ліжок ще не було. Звичай спати групами довго зберігали племена в Африці та в Австралії.
Прообразом сучасних ліжок вважають дерев'яні лави, що з'явились в Стародавньому Єгипті. Для фараона та його родини готували особливі лави, прикрашені різьбою та розфарбуванням. Уявлення про них дають знахідки археологів.
Коли виокремилася родина і будинок для неї, для сну почали відводити куток чи кімнату, утворювались особливі лежанки. Перші спальні археологи віднайшли в Шумері близько 5000 року до н. е.

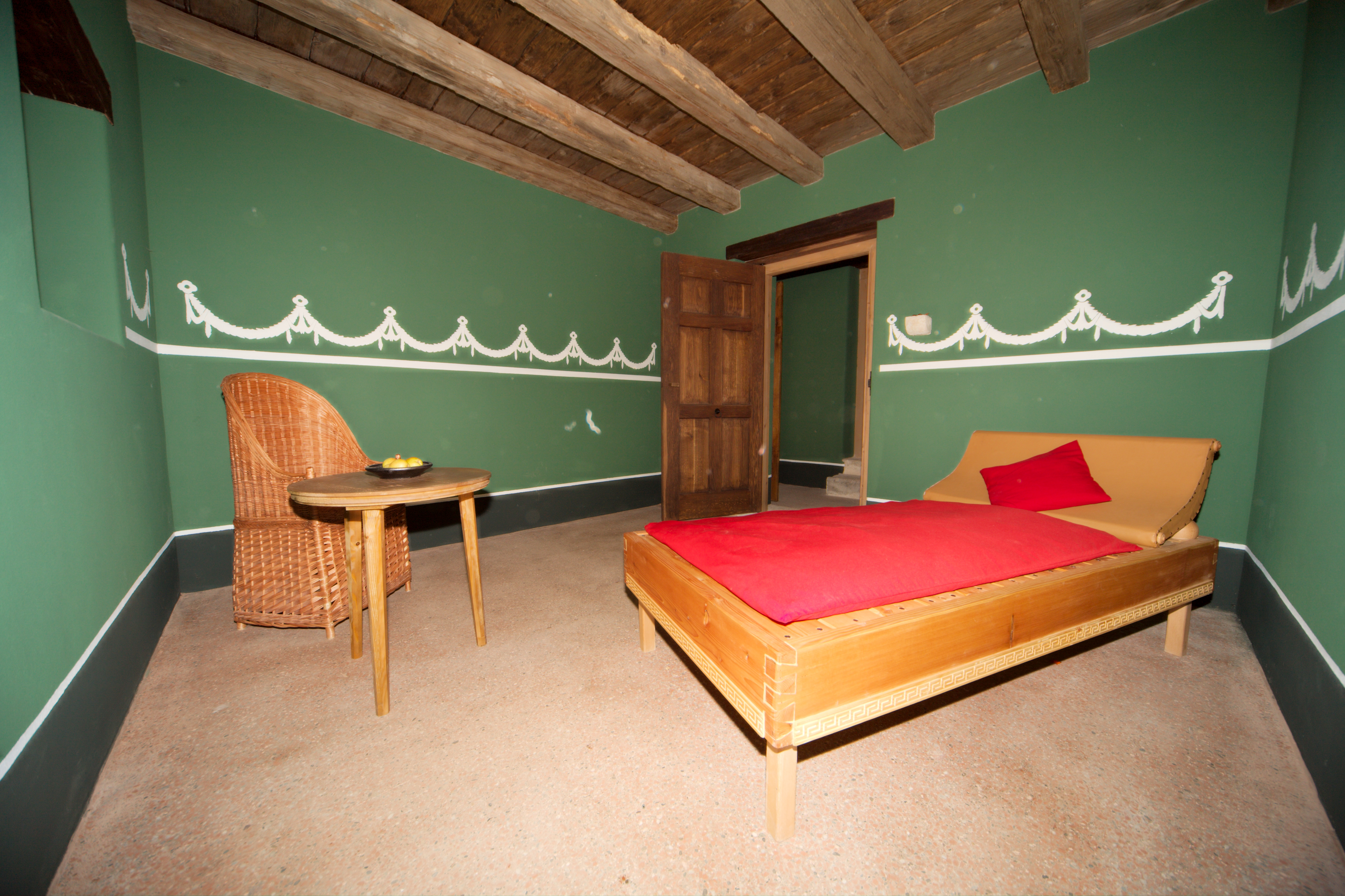
Реконструкція спальні в давньоримській віллі, Австрія, Карнунт, нині Хайнбург

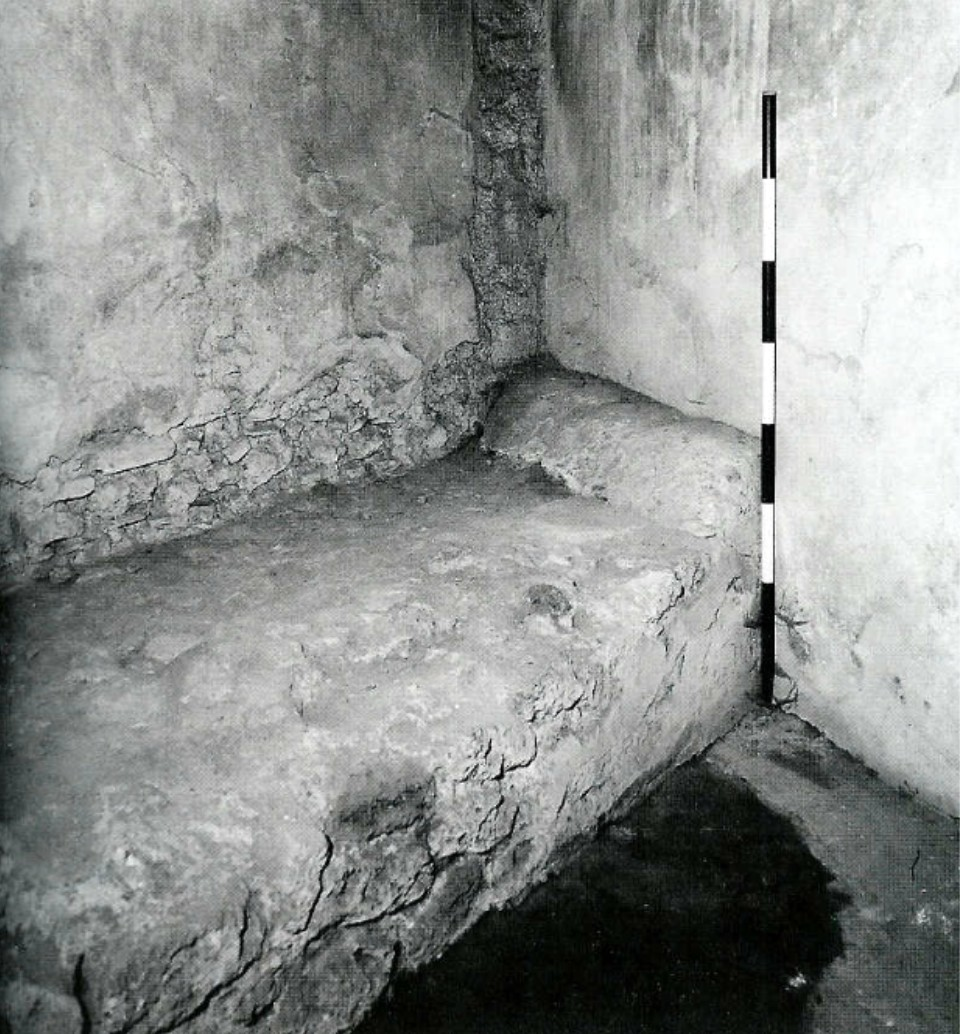
Кам'яне ліжко в Помпеях

Римляни багато чого успадкували з культури сусідніх народів. Було успадковане і створення спалень та використання ліжок. Вони дерев'яні, на чотирьох ніжках, мають подушки та матрац, що пом'якшував тверду поверхню ліжка. Чим багатшим був володар спальні, тим більше прикрас робилося у ній. Ліжко вкривали коштовними тканинами, шкурами тварин, з'явилися стінописи на стінах.
Варварські племена глузливо ставилися до багатьох звичок стародавніх римлян, не сприймаючи ні їхньої звички голити бороди, ні спати на ліжках.
Але життя в суворіших кліматичних умовах, перехід до переважно кам'яного будівництва змінив і звички. У Середньовіччя ліжко стало необхідним засобом для сну і захисту від холоду й у варварських народів. Ліжко ставало все більшим заввишки, піднялося від холодної підлоги та протягів. Виник і засіб відокремлення родинного ліжка тканинами. Вони теж зменшували холодні протяги та відокремлювали родину від гостей, якщо тих залишали ночувати. Ліжко настільки збільшилось за висотою, що ставало особливою дерев'яною спорудою в інтер'єрі. Його створювали на подіумі, а діставалися з допомогою сходинок. Особливо значними ставали ліжка багатіїв в кам'яних замках.
Часто ліжко робили досить широким, де укладалася спати уся велика родина разом із дітьми. Зображення подібних ліжок збережені на зразках середньовічного живопису.

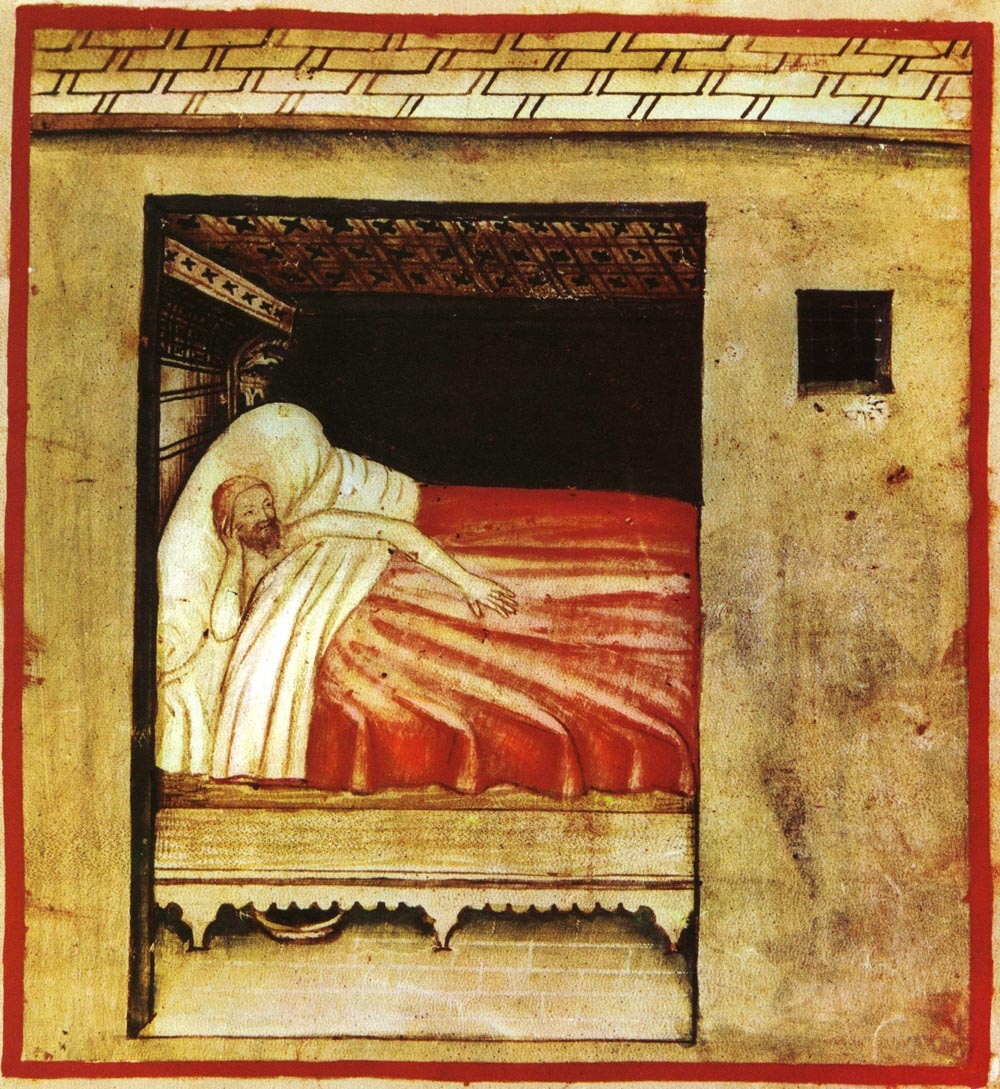
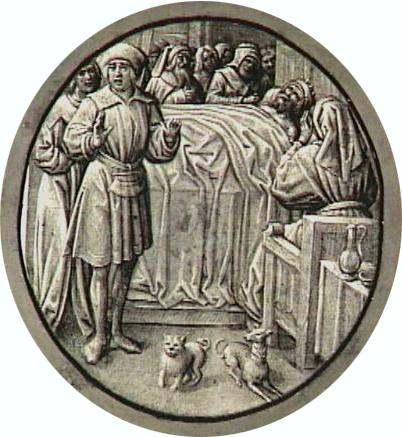
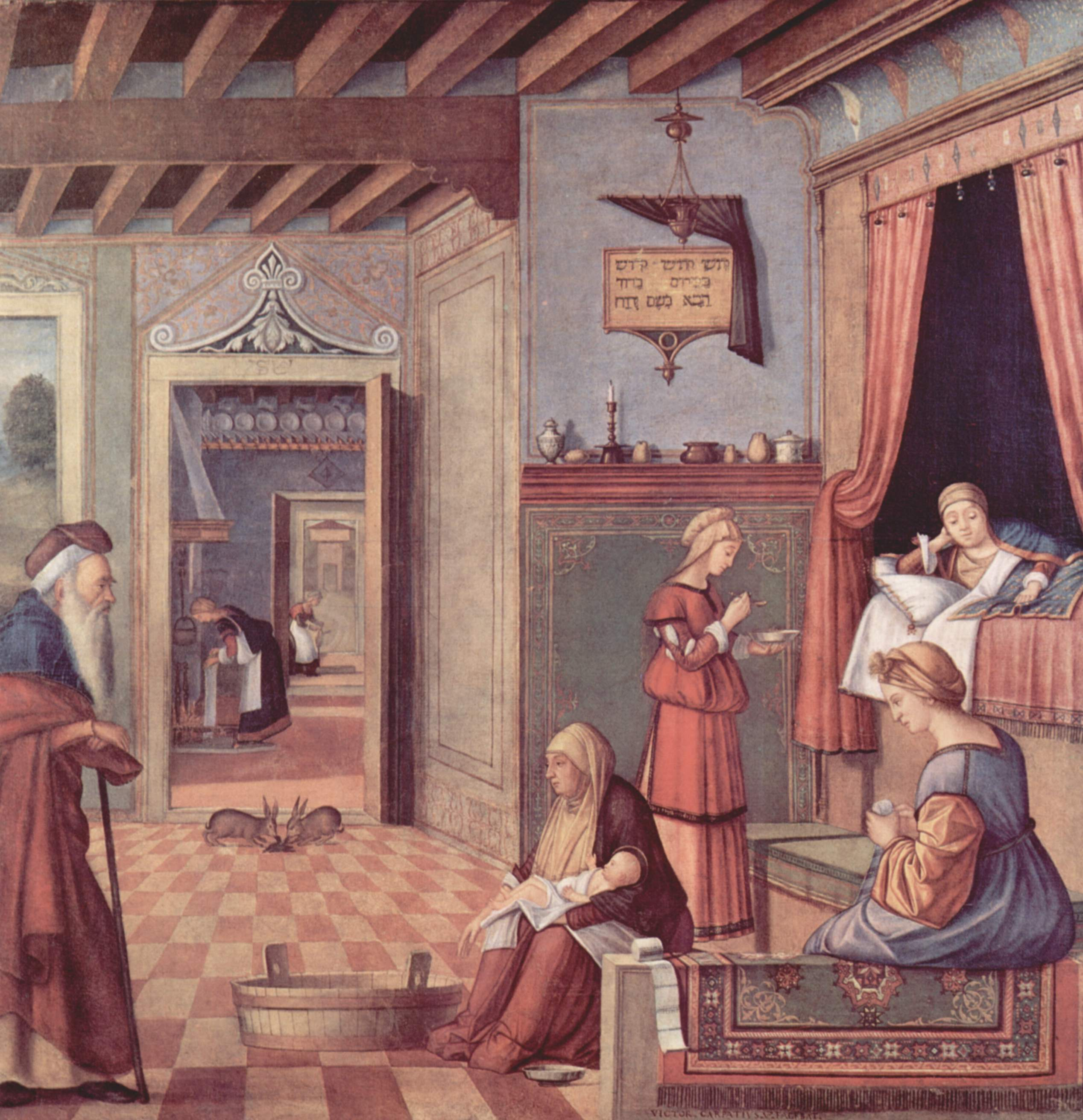

Створення меблів для багатих верств населення починає швидко виокремлюватись в особисту галузь в добу готики і набуває значного поширення в добу маньєризму і бароко. З'явилися справжні шедеври меблярного мистецтва. Ліжко прикрашають і дерев'яною різьбою, і коштовними тканинами. У централізованих монархіях спальня короля стає одним з центрів придворного етикету, де особливій послідовності підкорені усі етапи пробудження королівської особи від сну, його туалет, одяг тощо.

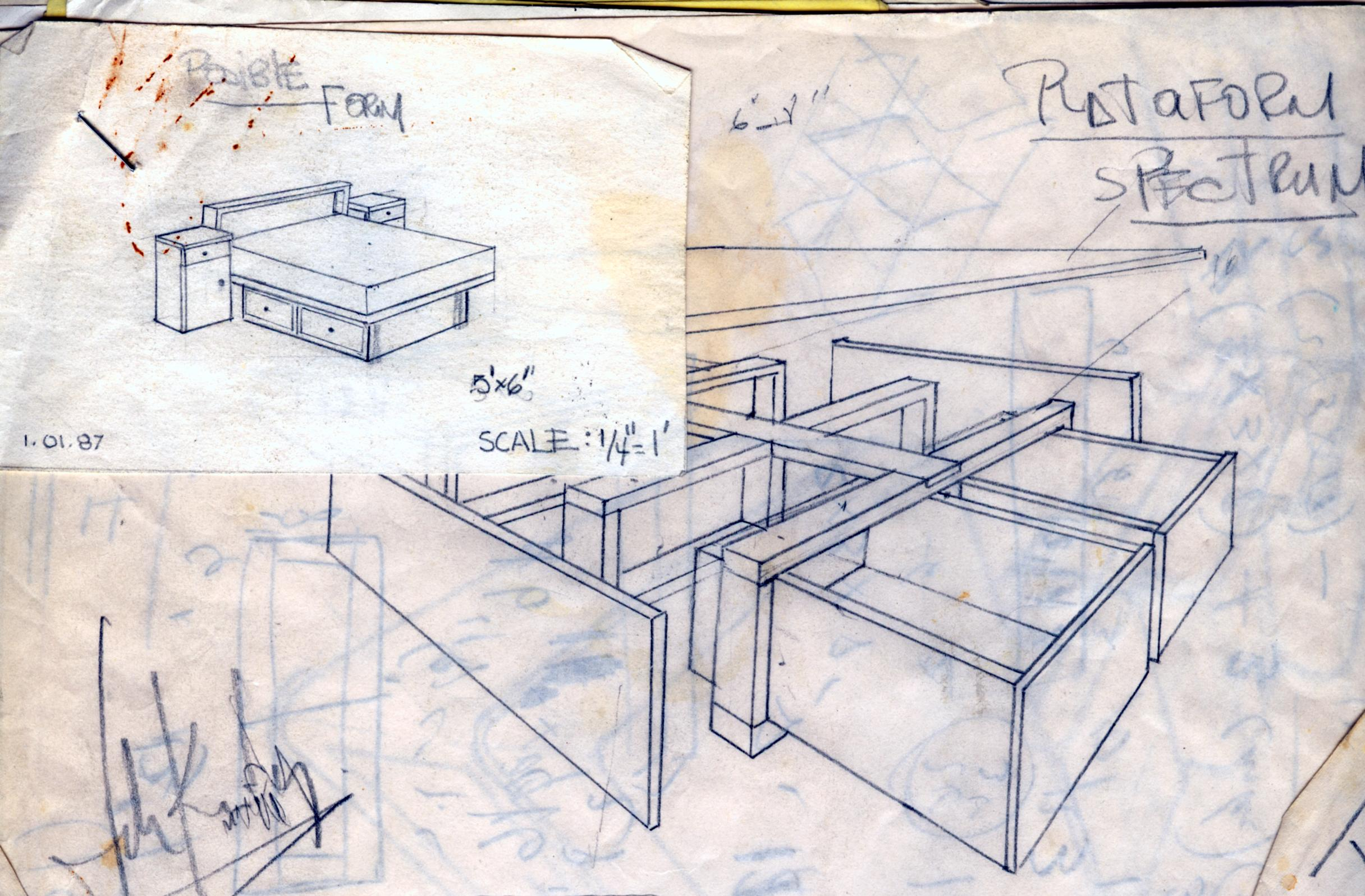

Спальня стає черговою палацовою залою з дзеркалами, гобеленами, особливими меблями. Для створення барокового ліжка використовують коштовні сорти деревини та текстилю. Зразок подібного ліжка доби бароко з гвинтоподібними колонками і балдахіном можна бачити в музейній експозиції Олеського замку. Відтепер панівні мистецькі стилі впливають на створення ліжка. Є зразки в стилях рококо, класицизм, ампір. У стилістиці сецесія створені ліжка з чавуну.
У XX столітті ліжко — один з прикладів модного дизайнерського рішення.

## Ліжка-шафи
У Середньовіччі з'являються ліжка у вигляді шаф, які проіснували аж до XIX—XX століття.

## Ліжко в мистецтві

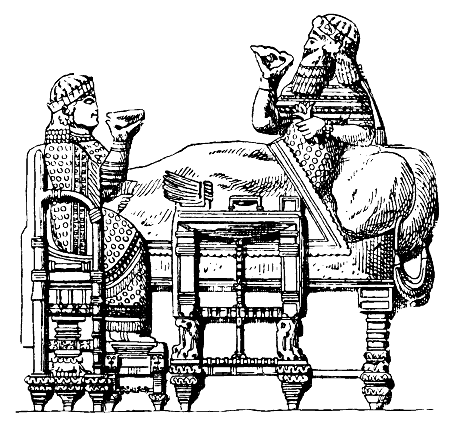
Бенкет в Ассирії, малюнок рельєфа
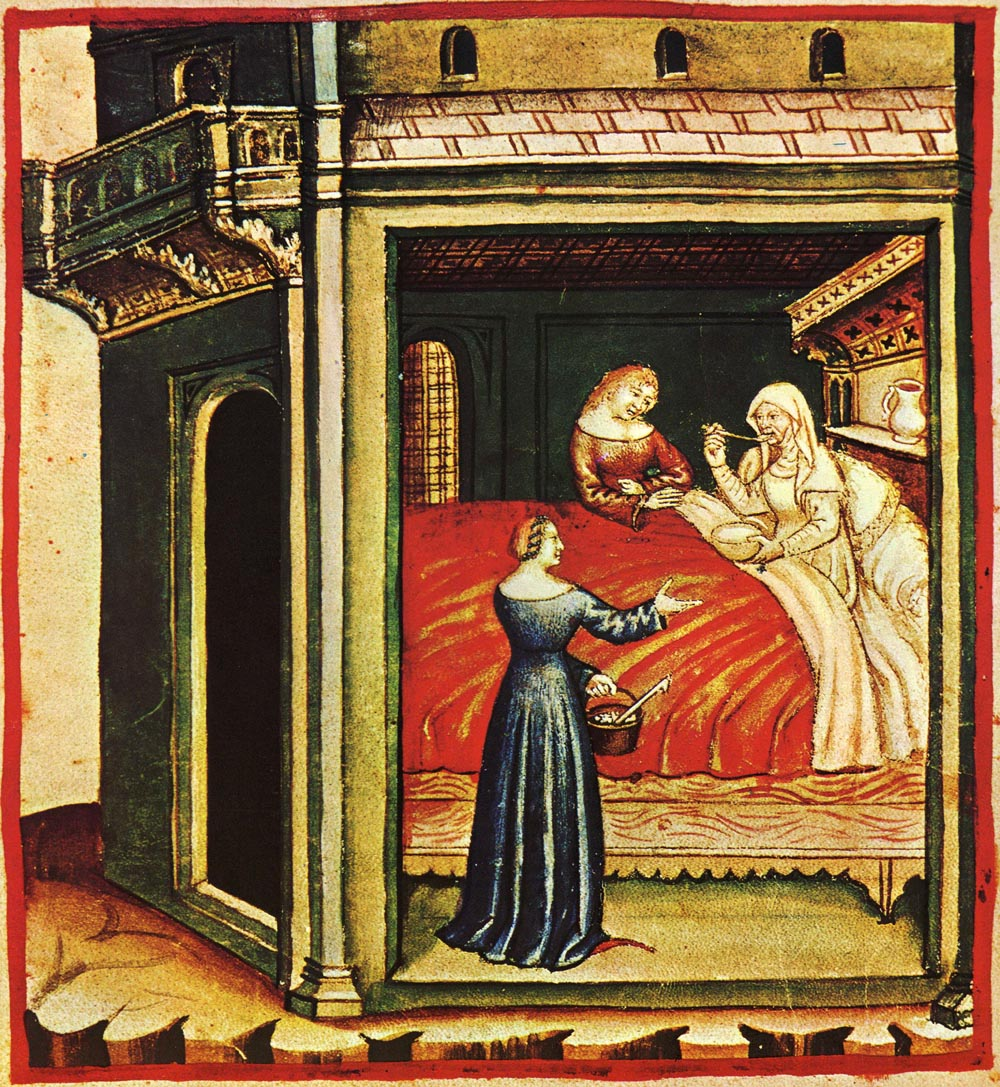
Мініатюра XV століття
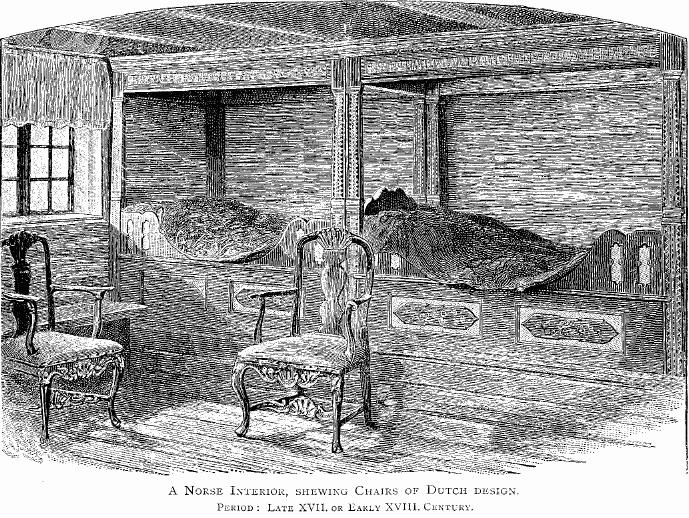
Ліжка в Норвегії, створені за французьким впливом
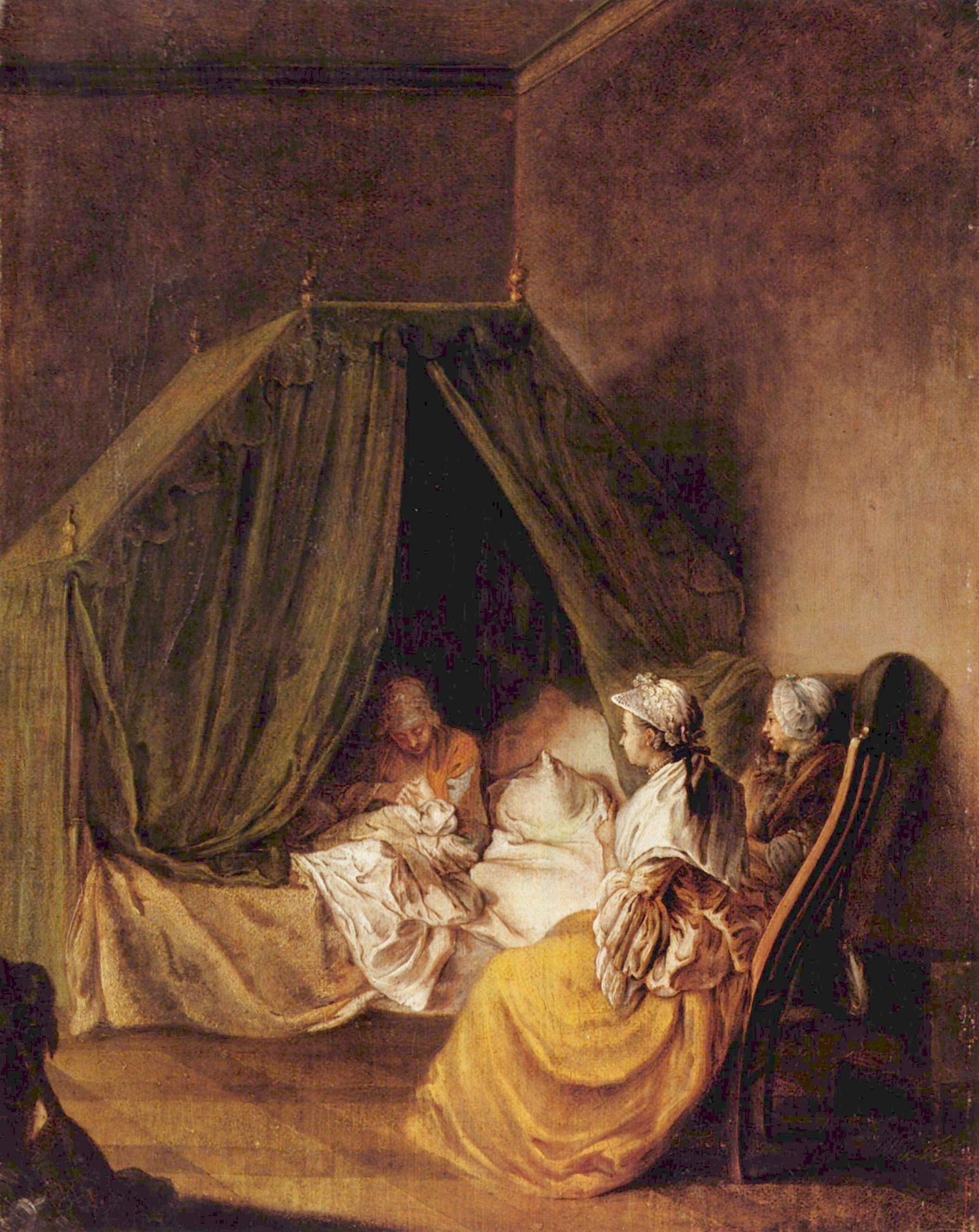
Художник Даніел Ходовецький, 1770 рік
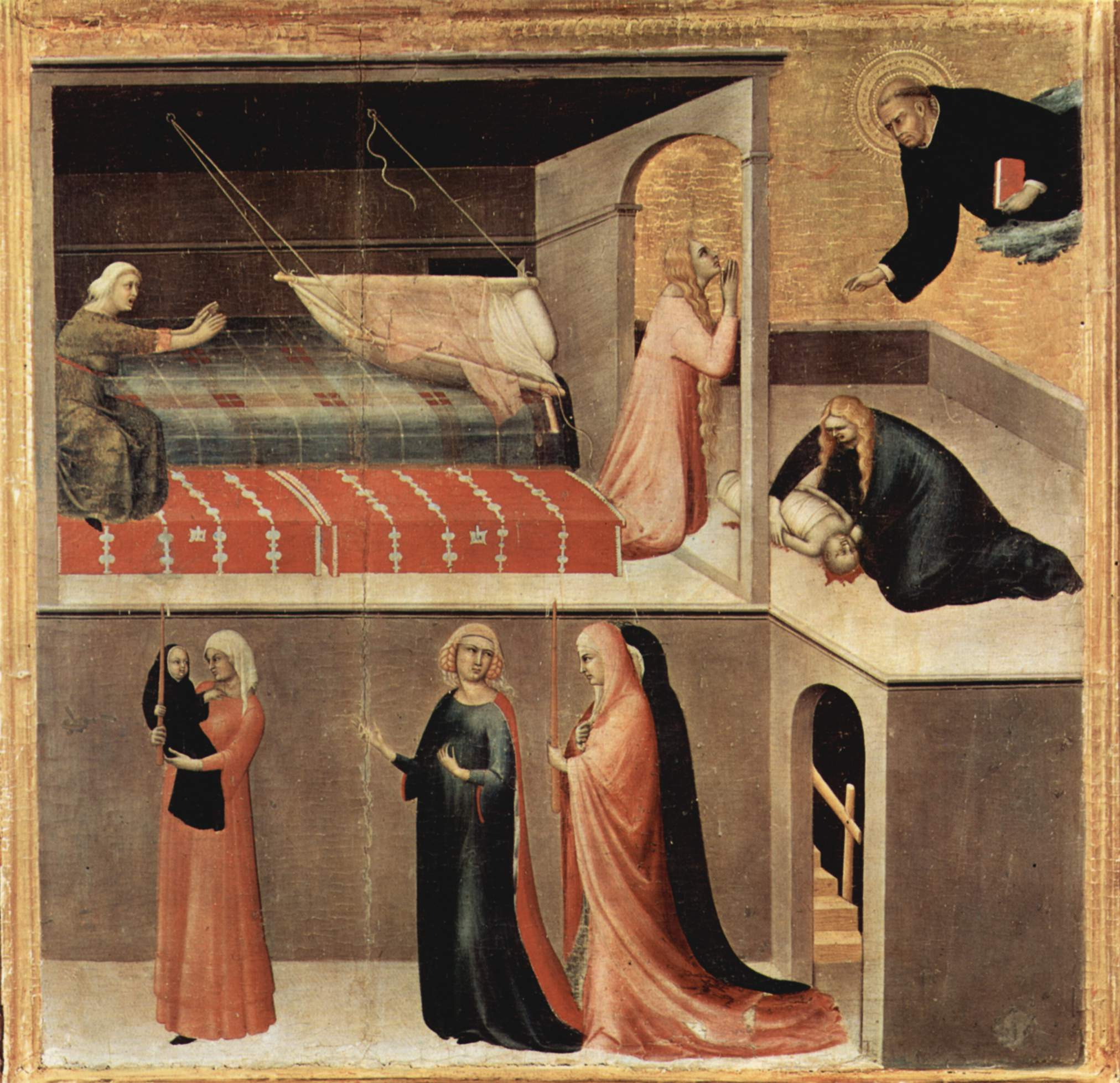
Художник Сімоне Мартіні, XIV століття
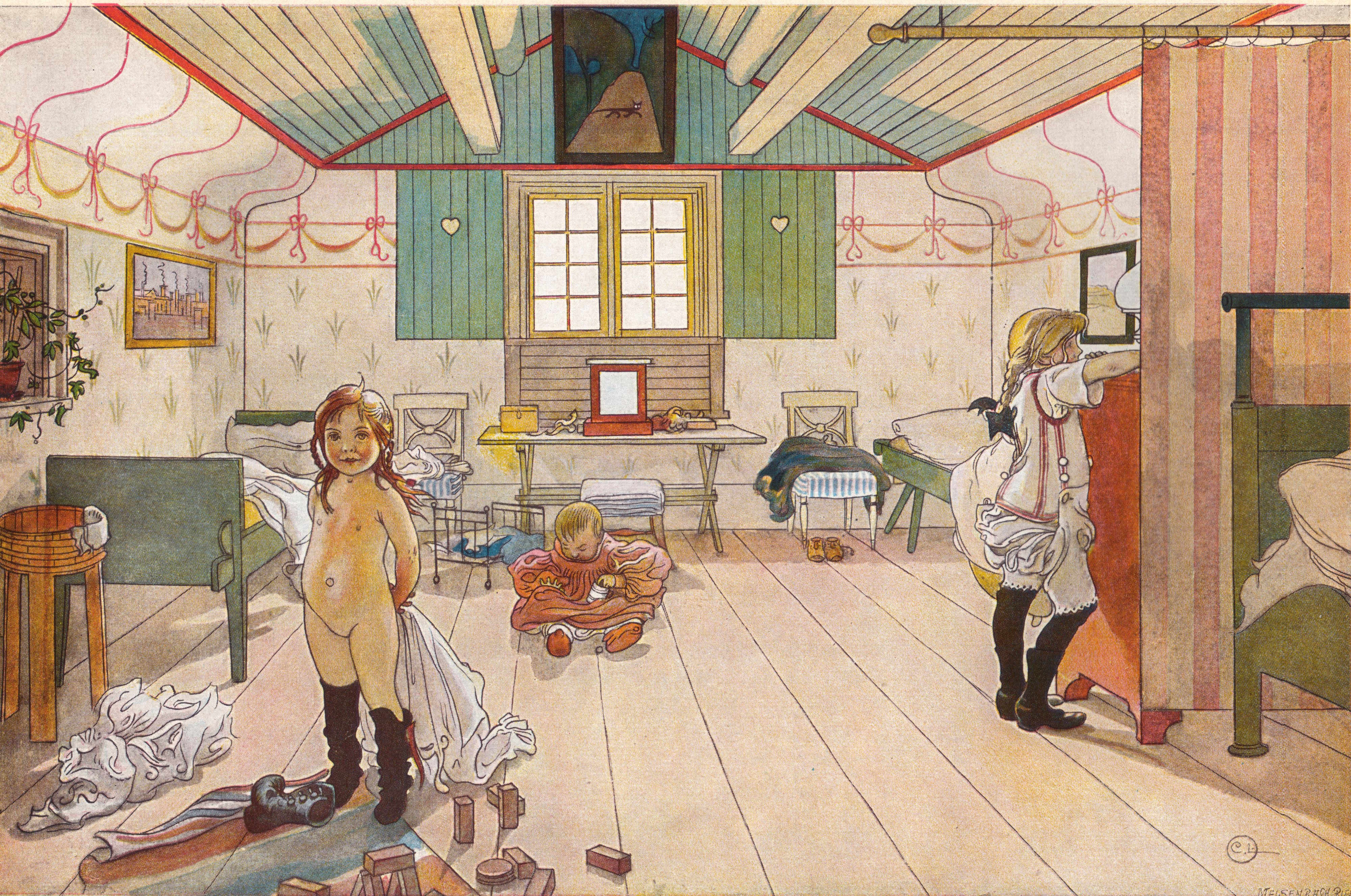
Карл Ларссон, дитяча кімната, 1897 рік
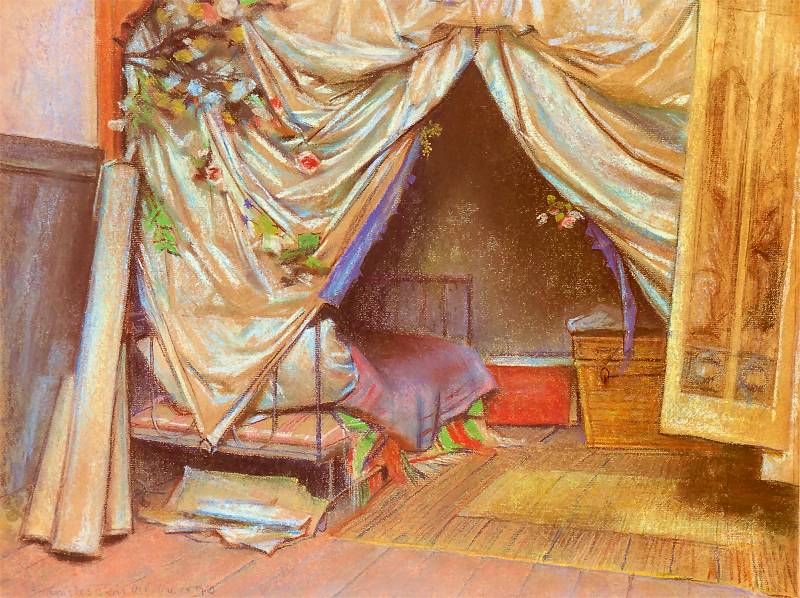
Ліжко в майстерні художника, 1893 рік, пастель